# چانکوربه
چانکوربه (به لاتین: Chankurbe) یک منطقهٔ مسکونی در روسیه است که در داغستان واقع شده‌است.